# Ace Combat Infinity
Ace Combat Infinity (in giapponese エースコンバット インフィニティ?; Ēsu Konbatto Infiniti) è un videogioco di azione free-to-play sviluppato da Project Aces (Namco) esclusivamente per la PlayStation 3. È il XVII titolo in della serie Ace Combat, ed è stato formalmente annunciato da Namco Bandai Games il 2 agosto 2013. È il primo titolo free-to-play della serie di Ace Combat, il gioco si svolge sulla Terra, tuttavia, comprende anche alcuni elementi dei vecchi giochi Ace Combat, tra cui: alcuni eventi storici, superarmi, e piani originali. Fino al 1º aprile 2018, disponeva di una modalità online.

## Trama
In una realtà alternativa nel 1994, il 5254 Ulisse entrò in collisione con una luna fittizia di Giove chiamata Polifemo. La collisione ha provocato una massa di 10.000 meteore che dovevano impattarsi sulla Terra in cinque anni. I paesi del mondo hanno deciso di costruire diverse reti Railgun anti-aeree denominate "Stonehenge", che avrebbero dovuto distruggere gli asteroidi prima che impattassero con la Terra. Nel luglio 1999, le meteore si avvicinarono sulla Terra. La rete railgun è inefficace contro il gran numero di meteore, e si conclude in una catastrofica perdita di vite. Circa il 20% del mondo è stato distrutto. In particolare modo l'Eurasia risulta quasi completamente distrutta.
20 anni dopo, nel 2019, scoppia un conflitto tra un'organizzazione conosciuta come le Forze delle Nazioni Unite (UNF) e un'altra fazione sconosciuta. L'UNF assume una compagnia militare privata chiamata "Arrows Air Defense and Security", e utilizza il suo squadrone per le operazioni di volo. Le battaglie della campagna principale si verificano a Tokyo, una zona di rifugio immaginaria in Russia chiamata Iyuli, e in Turchia, dove è stata creata una delle reti Railgun "Stonehenge". Sono presenti armi laser e un'arma simile ai missili balistici nel single-player, insieme a un gruppo terroristico conosciuto come "Sons of Troia". Il giocatore prenderà il controllo del Bone Arrow 4, il cui nominativo è "Reaper", con un emblema del mietitore sul suo aereo.

## Personaggi
Reaper (リーパー?, Ri-Pa)
È il protagonista della campagna ed è un pilota di caccia che lavora con la compagnia militare privata Arrow Air Defense. Egli è il quarto pilota dello squadrone Bone Arrow, per poi diventarne caposquadriglia dopo il ritiro di Viper.
Viper (毒蛇?, Va-i-pa)
Viper è il caposquadrone della Bone Arrow. Egli è molto rispettato dai suoi alleati (anche Omega, che non scherza su di lui di tanto in tanto), e sembra essere conosciuto in tutto il mondo come un asso mercenario veterano. Il suo emblema personale è un serpente che fa il segno dell'infinito, che significa "che ha abbattuto così tanti nemici, che non riesce nemmeno a tenere più il conto". Si ritirerà dalla squadriglia dopo l'operazione Override, così Reaper ne diventa il leader.
Bronco (ブロンコ?, Buronko)
Bronco era un pilota mercenario appartenente alla Bone Arrow Squadron, numero 3 della squadriglia. Non era ben noto, e per lo più si chiude a se stesso. La maggior parte del suo contributo per la squadra si è verificato durante l'Operazione Crusher, in cui ha assistito il resto della squadra nel distruggere le Stonehenge Type-3.
Goodfellow (グッドフェロー?, Guddoferō)
Goodfellow è il comandante della Task Force del 118° volo Bone Arrow. In precedenza ha agito in qualità di comandante dello squadrone Bone Arrow prima della sua fusione con le forze delle Nazioni Unite. Durante le operazioni, agisce come unità AWACS per i piloti della Bone Arrow, anche se il suo ruolo spesso viene preso da Sky-Eye.
Omega (オメガ?, Omega)
Omega è uno dei piloti dello squadrone Bone Arrow, numero 2 della squadriglia. Ha guadagnato il soprannome di "Re del salvataggio" per essere sempre abbattuto durante le operazioni.
AWACS Sky-Eye
Sky-Eye è un AWACS che guida lo squadrone Ridgeback e un'unità di comando dell'operazione Crusher. Guida anche lo squadrone Bone Arrow a partire dalla terza missione.
Squadrone Ridgeback (リッジバック?, Rijjibakku)
Lo squadrone Ridgeback è uno squadrone d'elite guidato da Slash ed Edge che pilotano uno Shinden modificato con una striscia bianca sulla sezione dorsale dell'aereo.
Slash: È il leader della squadriglia Ridgeback. Lui e lo squadrone Ridgeback si sono fatti una reputazione lavorando nella UNF. Slash era molto devoto alla sua squadriglia e non aveva intenzione di perdere nessuno dei suoi commilitoni. Spesso lo si vedeva prendere in giro la squadriglia Bone Arrow per la loro attitudine, soprattutto Reaper. Durante l'operazione Override a Tokyo, Slash venne ucciso dagli attacchi laser di uno dei droni MQ-90L, nel tentativo di uscire dal suo aereo danneggiato.
Edge: La compagna d'ala di Slash, allora numero 2 dello squadrone Ridgeback. All'inizio sembrava mostrare una certa ostilità verso la squadriglia Bone Arrow, soprattutto Reaper, ma vedendolo in azione iniziò ad apprezzare le sue capacità e coraggio. Diventerà la leader dei Ridgeback dopo la morte di Slash.
Fencer: Numero 3 dello squadrone Ridgeback.
Axeman: Numero 4 dello squadrone Ridgeback.
Lance: Numero 2 dello squadrone Ridgeback, subentrato dopo la promozione di Edge a caposquadriglia.
Zebu (ゼブ?, Zebu)
Zebù era un nuovo pilota mercenario che ha aderito alla Task Force 118 sotto il comando del volo Bone Arrow. Ha preso il posto di Reaper come Bone Arrow 4 una volta diventato caposquadriglia. Poco tempo dopo si era ritirato dallo Squadrone.
Collins (コリンズ?, Korinzu)
Il sergente Collins è il comandante della squadra Bravo, un'unità di commando delle forze delle Nazioni Unite. Egli è anche l'aiutante del tenente Bertz, che comanda la squadra Alpha. Quando il tenente Bertz venne ucciso, Collins lo ha sostituito come capo del commando.
Tenente Bertz (バート?, Bāto)
Il tenente Bertz è il comandante della squadra Alpha, un'unità di commando delle forze delle Nazioni Unite. Il suo aiutante di campo è sergente Collins, che ha comandato la squadra Bravo. È stato ucciso durante l'operazione della liberazione dell'estremo oriente, e il Sgt. Collins ha preso il suo posto come capo del commando.
Maresciallo Bertz (バート?, Bāto)
Il Maresciallo Bertz (sorella del Tenente) è il comandante della squadra Echo, un'unità di commando delle forze delle Nazioni Unite durante "l'Operazione Bunker".
Camilla (カミラ?, Kamira)
Camilla è una bambina che canticchia sempre il tema di Mappy (e qualche volta anche di Sky Kid), soprannominata maestro delle farfalle. È una parte del Progetto Papillon, e ha vissuto all'interno del satellite sviluppato da tale programma per un tempo indeterminato. Il collegamento del satellite con il software del COFFIN, fornisce ossigeno a Camilla per mantenerla in vita, e le permette anche di assumere il controllo del suo aereo QFA-44 Carmilla e i droni MQ-90L in modo che gli esseri umani non possano gestirla. Lei riceve di tanto in tanto lezioni di storia attraverso Kvasir, un'entità sconosciuta che può anche avere il controllo non completo sul suo aereo.
Kvasir (クヴァシル?, Kuvu~ashiru)
Kvasir è un'entità sconosciuta, che si ritiene essere o umano o un'intelligenza artificiale. È responsabile della supervisione di Camilla nel satellite del progetto Papillon.
Kacper Cohen (キャスパー·コーエン?, Kakupa Kōen)
Kacper Cohen è il leader della Federazione USEA e l'organizzazione terroristica Figli di Troia. Lui è stato il capo funzionario militare e sviluppatore di armi alla Wernher e Noah Enterprises. Non è chiaro per quanto tempo ha ricoperto la carica, ma si deduce che è stato portato in azienda durante il periodo immediatamente successivo al Disastro di Ulisse.
Nugget (ナゲット?, Nagetto)
Nugget è il nome dato al personaggio mascotte di Ace Combat Infinity. È un piccolo uccellino giallo che indossa un casco e tiene in mano un modellino di aereo. Egli appare in genere nei materiali promozionali, come ad esempio gli annunci dei prossimi tornei, la manutenzione, o pietre miliari nel gioco, ma appare anche come pilota di uno Shinden giallo con scritto "Happy New Year" e con una sua immagine ritratta sulla coda, inoltre si traveste ogni tanto da Captain Andersen, personaggio di Ace Combat 5.

## Sviluppo
Infinity ha avuto una lunga campagna teaser da parte di Namco Bandai e Kazutoki Kono (direttore di Ace Combat: Assault Horizon), dai post dell'account Twitter di Project Aces e Kazutoki Kono e con un sito web per il gioco pubblicato l'11 luglio, dando vari indizi per i fan della serie da decifrare. Il titolo del gioco e alcuni vaghi dettagli sono stati annunciati attraverso un trailer di 46 secondi pubblicato il 19 luglio 2013.
Il 2 agosto 2013, un secondo teaser trailer è stato pubblicato, contenente ulteriori informazioni sugli elementi single-player del gioco. Il secondo trailer ha confermato che la rete railgun Stonehenge da Ace Combat 04 : Shattered Skies, insieme con la "Estovakian Aerial Fleet" (composto da numerose fortezze aeree) da Ace Combat 6 : Fires of Liberation, faranno la loro apparizione in Infinity. Inoltre, il nome di Sky Eye sarebbe stato utilizzato per un altro AWACS, un altro riferimento ad Ace Combat 4. Il gioco in sé è stato annunciato sul sito web Namco Bandai Games' Europe, dove è stato anche rivelato che il gioco avrebbe utilizzato la tecnica free-to-play (il primo della serie ad usarlo). Olivier Comte, vice presidente di NAMCO BANDAI Games Europe, ha dichiarato, "Il combattimento franchise Ace si è evoluta notevolmente nel corso degli anni, ma mai prima d'ora siamo stati in grado di offrire ai propri giocatori una grafica incredibile e di azione tattica gratuitamente. Il team di Project Aces pensa molto all'attenzione dei suoi giocatori, e sta portando il meglio che la serie ha da offrire con ACE COMBAT INFINITY, con un sacco di nuove sorprese".
Il 4 febbraio è stata pubblicata la versione beta del gioco. Offre due missioni della campagna single player, e una modalità multiplayer competitiva work-in-progress. I giocatori possono inviare commenti e suggerimenti al team di sviluppo durante la fase di beta, che verranno considerati durante la produzione della versione finale.
Il gioco è uscito il 20 maggio 2014 in Giappone e il 28 maggio in Europa e Australasia.